# Тільзитський мир

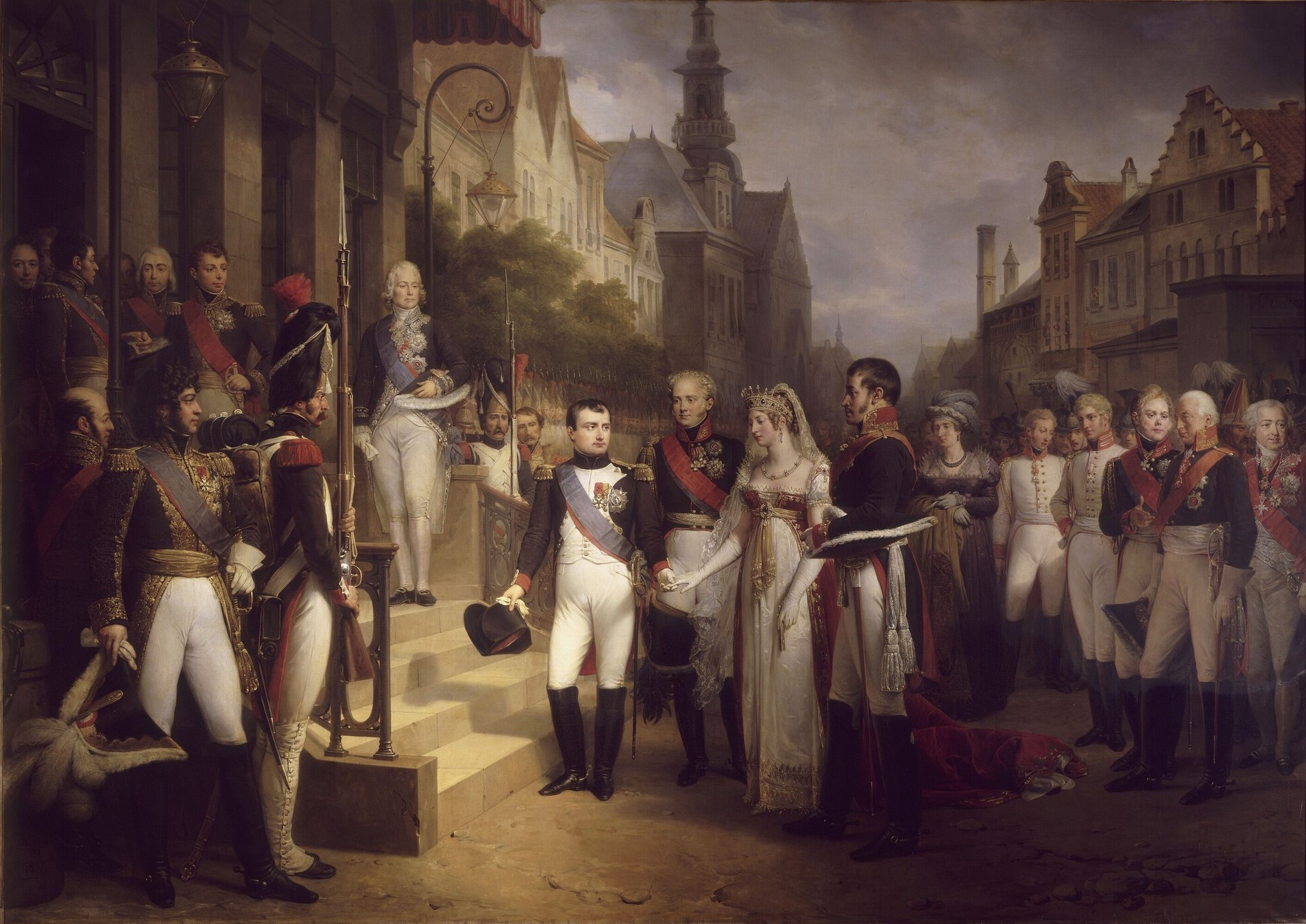
Наполеон у Тільзиті

Тільзи́тський мир (фр. Traités de Tilsit, нім. Friede von Tilsit, рос. Тильзитский мир) — мирні договори між Францією, Росією та Пруссією, укладені в містечку Тільзит (зараз — Совєтськ) відповідно 25 червня (7 липня) 1807 та 27 червня (9 липня) 1807 після перемоги Наполеона Бонапарта в російсько-прусько-французькій війні 1806—1807 років. Вели переговори й укладали угоду між Францією і Росією особисто Олександр І та Наполеон І.

## Передісторія
14 червня 1807 року Наполеон Бонапарт розгромив під Фрідландом російську імператорську армію Л. Беннігсена. Олександр I, отримавши цю звістку, наказав Лобанову-Ростовському їхати до французького табору для переговорів про мир. Генерал Калькрейт також прибув до Наполеона від імені прусського короля, але Наполеон всіляко підкреслював, що укладає угоду саме з російським імператором. Наполеон у цей час перебував на березі Німану, в містечку Тільзит; російська імператорська армія і залишки прусської перебували на іншому березі. Князь Лобанов передав Наполеону бажання імператора Олександра особисто зустрітися з ним.
Обидві сторони не хотіли продовжувати війну через втому солдатів. Окрім того, Олександр I побоювався польського національного пробудження у випадку тривалого конфлікту.

## Перебіг переговорів

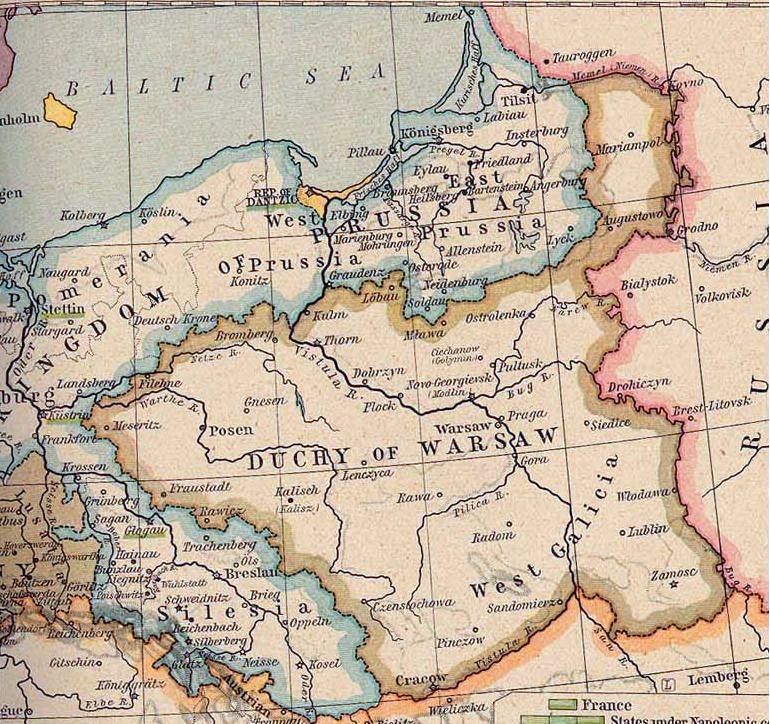
Герцогство Варшавське та вільне місто Гданськ (Данциг)

25 червня 1807 року обидва імператори зустрілися на плоту, поставленому посередині річки Німан, і близько години розмовляли віч-на-віч у критому павільйоні. На другий день вони знову бачилися вже в Тільзиті; Олександр I був присутній на огляді французької гвардії. Наполеон бажав не тільки миру, але і союзу з Олександром, він пропонував свободу дій щодо захоплення Російською імперією Балканського півостріва, який належав Османській імперії, та приєднання до Російської імперії шведської Фінляндії. Як винагороду Наполен бажав отримати п'ятирічну підтримку у протистоянні з Великою Британією, яка передбачала приєднання Російської імперії до антибританської континентальної блокади та закриття її портів для британських торгових кораблів. Олександр за допомогу Французькій імперії хотів отримати ще й Константинополь, на що Наполеон не погоджувався. Сподівання Наполеона були надто оптимістичними, і це йому самому довелося незабаром визнати: Олександр зі своєю лагідною посмішкою, м'якою промовою, люб'язним поводженням був зовсім не такий поступливий, як хотілося б його новому союзнику.
 «Це справжній візантієць»

(фр. C’est un véritable grec du Bas-Empire) — говорив Наполеон своїм наближеним
Зрештою, Олександру I довелося йти на поступки — зокрема, щодо долі Пруссії: більше половини прусських володінь були відібрані Наполеоном у Фрідріха-Вільгельма III. Провінції на лівому березі Ельби були віддані Наполеоном новоутвореному Вестфальському королівству, де сідав на трон Жером Бонапарт. Відновлювалася Польща — однак не з усіх колишніх провінцій, а тільки пруської частини під назвою Варшавського герцогства. Росія отримала як компенсацію Білостоцькі землі, де була утворена Білостоцька область. Гданськ (Данциг) ставав вільним містом. Всі монархи, що були раніше поставлені Наполеоном, визнавалися Російською імперією і Королівством Пруссія. На знак поваги до російського імператора (фр. en considération de l’empereur de Russie) Наполеон залишив прусському королю стару Пруссію, Бранденбург, Померанію та Сілезію. На випадок, якби імператор французів побажав приєднати до своїх завоювань Ганновер, вирішено було компенсувати це Пруссії територіями на лівому березі Ельби.
Головний пункт Тільзитської угоди не був тоді опублікований: Росія і Франція зобов'язалися допомагати один одному у будь-яких наступальних і оборонних війнах, де цього потребуватимуть обставини. Цей тісний союз усував єдиного сильного суперника Наполеона на континенті; Велика Британія залишалася ізольованою, обидві держави зобов'язувалися всіма заходами спонукати інші країни Європи дотримуватися континентальної антибританської блокади. 8 липня 1807 року французько-російський договір був підписаний обома імператорами.
Другий договір, між Французькою імперією та Королівством Пруссія, був підписаний наступного дня, 9 липня.

## Умови договору

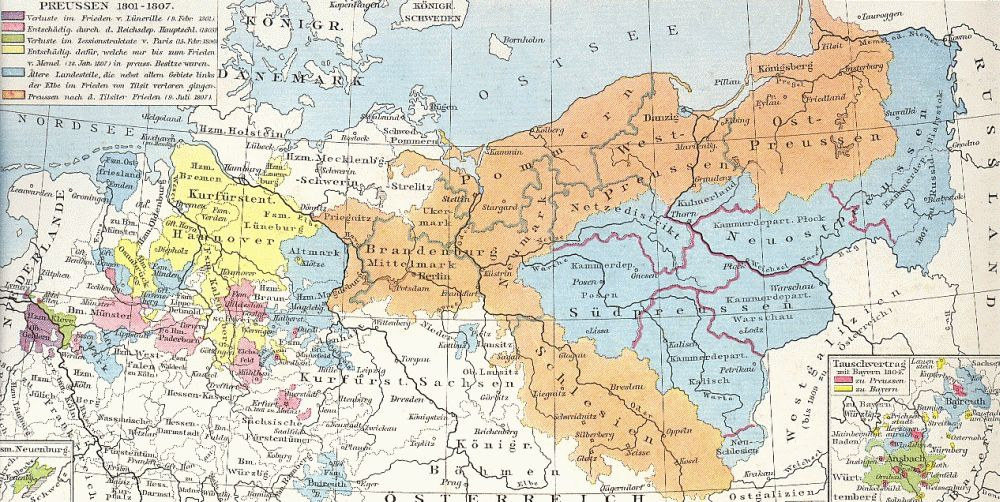
Землі, що залишилися за королівством Пруссія після Тільзитського миру 1807 року (коричневий колір)

- Росія і Франція зобов'язувалися допомагати один одному в будь-яких наступальних і оборонних війнах, де цього потребуватимуть обставини.

Російська імперія зобов'язувалася:
- Визнати всі завоювання Наполеона.
- Визнати Рейнський союз.
- Визнати Жозефа Бонапарта королем неаполітанським, Людовика Бонапарта — королем голландським, Жерома Бонапарта — королем вестфальським.
- Приєднатися до антибританської континентальної блокади (таємна угода) й повністю відмовитися від торгівлі зі своїм головним партнером (зокрема, умови мирного договору зобов'язували Російську імперію повністю припинити експорт конопель до Великої Британії).
- Вивести своє військо з Молдови та Волощини, завойованих в Османської імперії.
- Не перешкоджати Наполеону у встановленні контролю над Іонічними островами (за кілька місяців вони увійшли до складу Іллірійських провінцій Французької імперії).

Французька імперія визнавала
- і гарантувала суверенітет Ольденбурзького герцогства і ряду інших малих держав, де правили німецькі родичі російського імператора;
- свободу дій Російської імперії щодо захоплення шведської Фінляндії.

Королівство Пруссія визнавало залежність від Французької імперії й погоджувалося
- на передачу половини своєї території:
  1. з колишніх польських володінь утворювалося Варшавське герцогство, залежне від Французької імперії;
  2. провінції на західному березі Ельби передавалися новоутвореному Вестфальському королівству;
  3. Білостоцька область відходила Російській імперії;
  4. провінцію Котбус отримувало королівство Саксонія;
  5. Гданськ (Данциг) стає вільним містом.
- скоротити чисельність армії до 40 тис.
- виплатити Французькій імперії контрибуцію в 100 мільйонів франків.

## Наслідки
Перед самим підписанням угоди, коли прусський король ходив по берегу річки Німан як спостерігач, Наполеон заявив: «Варто піднятися цій руці і Пруссія перестане існувати» (McKay). Пізніше багато спостерігачів у Пруссії та Росії розглядали договір як нерівноправний і як національне приниження. Почуття образи в російських столичних колах було велике:
 «Тильзит!.. (при звуке сем обидном / Теперь не побледнеет росс)» 
, — писав через 14 років Олександр Пушкін. На війну з Францією 1812 року в Росії згодом дивилися саме як на подію, яка «загладжувала» Тільзитський мир.
Наполеона Тільзитський мир підніс на вершину могутності, а імператора Олександра поставив у скрутне становище. З 1807 року Наполеон починає проводити набагато сміливішу політику в Європі, ніж раніше.
Фактично, співпробітництво між Росією і Францією закінчилося в 1810 року, коли Олександр почав надавати доступ до своїх портів для суден нейтральних країн. Остаточно мир було розірвано в 1812 році, коли Наполеон з військом перетнув річку Німан і почалася французько-російська війна.

## Висновки
1. ↑  Оскільки доля Пруссії фактично вирішувалася без участі її делегації, обидві угоди часто вважаються єдиною французько-російською домовленістю